# Georg Ludwig Hartig
Georg Ludwig Hartig, född 2 september 1764 i Gladenbach, död 2 februari 1837 i Berlin, var en tysk skogsman; far till Theodor Hartig.
Hartig övertog 1811 såsom oberlandforstmeister i Berlin ledningen av det preussiska forstväsendet, som, dittills försummat, genom honom erhöll en avsevärt förbättrad organisation. Han grundlade "das Massenfachwerk" eller den på virkesmängden grundade fackverksmetoden.